# Do Ya/Stay with Me
Do Ya/Stay with Me è un singolo del gruppo musicale britannico McFly, pubblicato nel 2008 ed estratto dal loro quarto album in studio Radio:Active. 
La canzone era anche abbinata alla manifestazione Children in Need.
Stay with Me è una cover del brano omonimo del 1971 del gruppo musicale Faces.

## Tracce
- CD (UK)

1. Do Ya - 2:55
2. Stay with Me - 4:29
3. I Kissed a Girl (Radio 1 Live Lounge Session) - 3:16
4. Lies (Radio 1 Live Lounge Session) - 3:46

## Classifiche
| Classifica (2008) | Posizione raggiunta |
| ----------------- | ------------------- |
| Regno Unito       | 18                  |